# Wilhelm Tägert

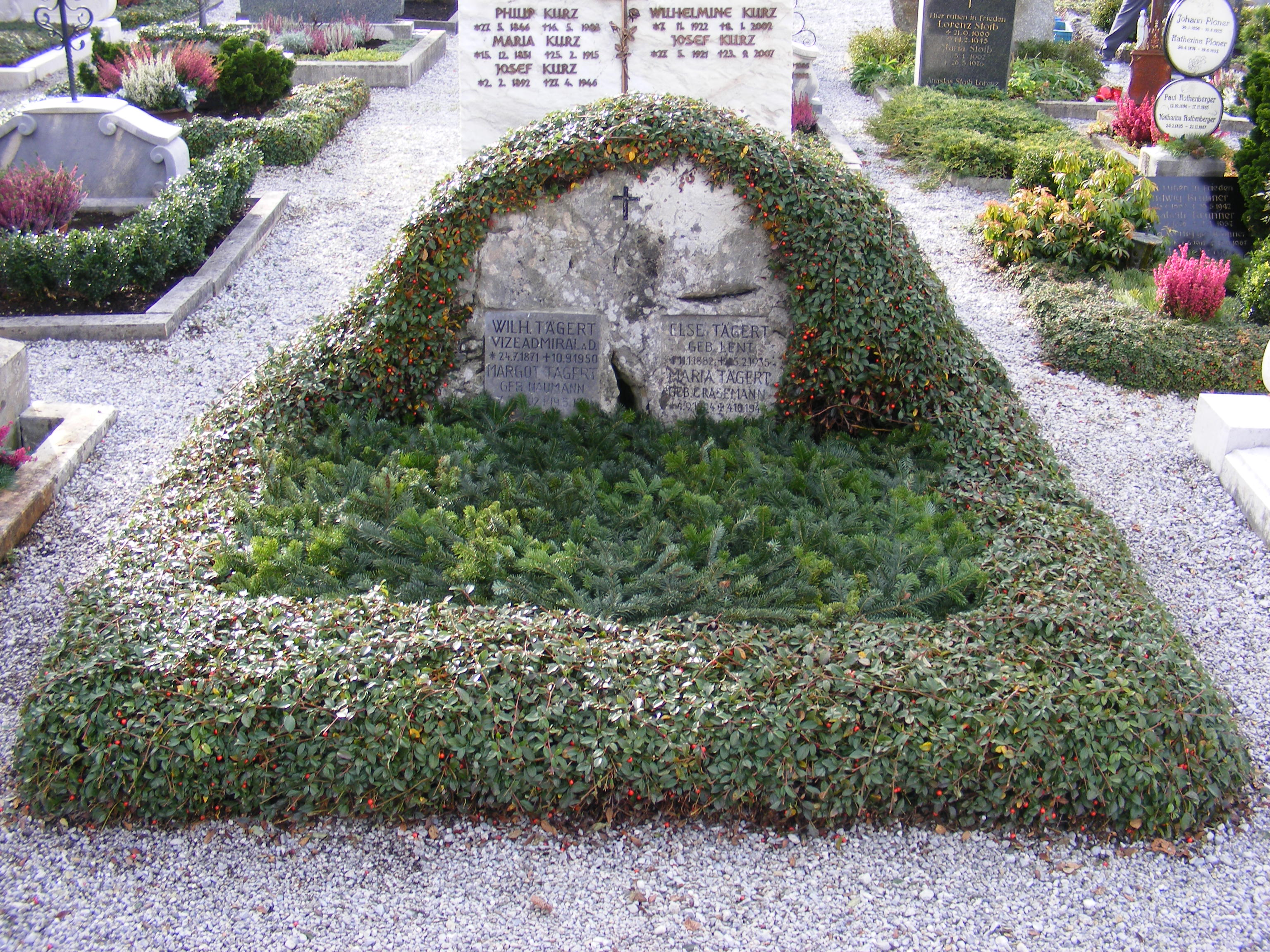
Grabstätte von Vizeadmiral Wilhelm Tägert auf dem Friedhof St. Lorenz in Rottach-Egern, Oktober 2009.

Wilhelm Tägert (* 24. Juli 1871; † 1950) war ein deutscher Vizeadmiral der Reichsmarine.

## Leben
Wilhelm Tägert trat am 13. April 1889 als Kadett in die Kaiserliche Marine ein und wurde zum 15. April 1890 zum Seekadett. 1891 wurde er auf die Kaiser kommandiert. Am 14. Januar 1896 erfolgte seine Beförderung zum Leutnant zur See und er wurde Wachoffizier auf der Mars. Ende des gleichen Jahres wurde er in gleicher Position auf die Hyäne kommandiert. Als Kapitänleutnant war er 1905 im Admiralstab der Marine in Berlin.
Von November 1911 bis September 1912 war er als Fregattenkapitän Kommandant des Kleinen Kreuzers Berlin. Anschließend wurde er für die Erprobung vom 1. Oktober bis 7. Dezember 1912 Kommandant des neu in Dienst gestellten Kleinen Kreuzers Straßburg. Am 27. Januar 1913 folgte seine Beförderung zum Kapitän zur See.
Von der erneuten Indienststellung am 5. August 1914 bis 23. September 1915 war er Kommandant des Linienschiffs Mecklenburg. Anschließend war er bis September 1917 Chef des Stabes der Mittelmeerdivision. Im Oktober 1917 übernahm er kurz für den Kapitän zur See Moritz von Egidy das Kommando über den Schlachtkreuzer Seydlitz und war von November 1917 bis Dezember 1918 dann Kommandant des Schlachtkreuzers. Tägert überführte im Dezember 1918 die Seydlitz nach Scapa Flow.
Am 21. Januar 1920 zum Konteradmiral befördert, war er in die Reichsmarine übernommen worden. Am 29. März 1921 wurde er dann mit dem Charakter als Vizeadmiral aus der Marine entlassen.
Tägert war bis zu ihrem Tod mit Else, geb. Lent (1882–1935), verheiratet und heiratete anschließend Margot, geb. Naumann (* 1902). Sie sind auf dem Friedhof St. Lorenz in Rottach-Egern beerdigt.
Sein älterer Bruder war der spätere Konteradmiral Carl.